# 臺灣高雄少年及家事法院
臺灣高雄少年及家事法院（簡稱高雄少家法院），是中華民國的第一審法院之一，位於台灣高雄市。屬於地方法院層級（若採司法二元制度的看法，也可認為是廣義的普通法院），惟僅掌管少年刑事事件及家事事件，不若其他地方法院兼掌民事訴訟、刑事訴訟。高雄少家法院審理範圍為高雄市全市，以臺灣高等法院高雄分院為上級審法院。

## 沿革
中華民國法律《少年及家事法院組織法》第1條規定：「為保障未成年人健全之自我成長、妥適處理家事紛爭，並增進司法專業效能，特制定本法。」同法第3條第1項規定：「少年及家事法院之設置地點，由司法院定之，並得視地理環境及案件多寡，增設少年及家事法院分院。」特據此設置臺灣高雄少年及家事法院。
1999年9月15日正式成立臺灣高雄少年法院，原管轄舊高雄縣市（俱為今高雄市）及屏東縣之少年事件。2002年1月1日，屏東縣之業務回歸臺灣屏東地方法院管轄。成立時暫借高雄高等行政法院之院舍辦公，2003年5月9日本院院舍落成啟用。2012年6月1日改制為臺灣高雄少年及家事法院。

## 管轄
- 土地管轄 
  - 高雄市全境（原高雄市十一個行政區及高雄縣二十七個鄉、鎮、市）。
- 事務管轄
  - 少年保護事件、少年刑事案件及家事事件三種，茲簡述如下：（少年事件包括少年保護事件、少年刑事案二種，分別由保護庭及刑事庭掌理）

1. 少年保護事件——少年輕微的非行。由少年調查官調查。
2. 少年刑事案件——以下三者均應裁定移送檢察官偵查。
  1. 少年所犯最輕本刑為五年以上有期徒刑之罪；
  2. 事件繫屬後已滿二十歲者；
  3. 少年雖非上述情形，但犯罪情節重大，參酌其品行、性格、經歷等情狀，以受刑事處分為適當者。
3. 家事事件——家事訴訟事件、家事非訟事件及家事調解事件。

- 2005年5月18日，《少年事件處理法》修正公布，刪除第68條專屬少年法院管轄之規定

專屬少年法院管轄——18歲以上之人所犯之下列刑事案件，亦由本院管轄：檢察官起訴後由本院刑事庭法官負責審判：

1. 對兒童及少年有違反《兒童福利法》或《少年福利法》（2003年後正式合併為《兒童及少年福利與權益保障法》）之行為，並觸犯刑罰法律之刑事案件。
2. 對兒童及少年犯《兒童及少年性交易防制條例》之刑事案件 。

## 組織架構
- 院長

### 審判
- 少年法庭
  - 調查保護室
    - 少年調查官
      - 心理測驗
      - 心理輔導
      - 檢驗

    - 少年保護官
      - 心理測驗
      - 心理輔導
      - 檢驗

    - 家事調查官
      - 心理測驗
      - 心理輔導
      - 檢驗
- 家事法庭
  - 調查保護室
    - 少年調查官
      - 心理測驗
      - 心理輔導
      - 檢驗

    - 少年保護官
      - 心理測驗
      - 心理輔導
      - 檢驗

    - 家事調查官
      - 心理測驗
      - 心理輔導
      - 檢驗

### 其它
- 公設辯護人
- 司法事務官室

### 行政
- 書記處
  - 少年紀錄科
  - 家事紀錄科
  - 文書科
  - 研考科
  - 總務科
  - 訴訟輔導科
  - 法官助理室
  - 法警室
- 人事室
- 會計室
- 統計室
- 政風室
- 資訊室

## 特色
- 本院為中華民國第一座專業法院，也是目前唯一的一座少年專業法院。
- 本院之組織依照《少年及家事法院組織法》之規定，置少年調查官、少年保護官、家事調查官、心理測驗員及心理輔導員。

## 地址
| 名稱         | 地址                                         | 電話                                                                  |
| ------------ | -------------------------------------------- | --------------------------------------------------------------------- |
| 少年法庭大樓 | 81167高雄市楠梓區興楠路182號（受理少年案件） | 07-3573511轉614（收文、收狀）轉615（收費）轉613（訴訟輔導專線）       |
| 家事法庭大樓 | 81167高雄市楠梓區常順街89號（受理家事案件）  | 07-3573511轉269（收文、收狀）轉241 （收費）轉240、256（訴訟輔導專線） |

## 交通

### 公車
高雄市公車紅60或6號車可達本院，公車時刻可撥專線07-7497100。 

### 火車
乘坐火車至楠梓火車站步行20分鐘或可接乘高雄市公車6號到達本院。 

### 自行開車
自行開車民眾，可參考地址進行路線規劃並抵達，車輛可停放本院西側停車場。本院緊鄰中山高速公路楠梓交流道旁。

### 捷運
搭乘捷運至 紅線後勁站3號出口轉乘高雄市紅60（約10分鐘），或後勁站2號出口轉乘6號公車（約20～25分鐘）可達本院。

## 外部連結
- 臺灣高雄少年及家事法院 （页面存档备份，存于）（中文）（英文）
- 少年及家事法院組織法 （页面存档备份，存于）.全國法規資料庫.民國 103 年 01 月 29 日
- 少年事件處理法 （页面存档备份，存于）.全國法規資料庫.民國 108 年 06 月 19 日
- 兒童福利法.全國法規資料庫.民國 93 年 06 月 02 日
- 少年福利法 （页面存档备份，存于）.全國法規資料庫.民國 93 年 06 月 02 日
- 兒童及少年福利與權益保障法.全國法規資料庫.民國 109 年 01 月 15 日
- 兒童及少年性剝削防制條例 （页面存档备份，存于）.全國法規資料庫.民國 107 年 01 月 03 日